# Temple protestant de Longeville-lès-Metz
Le temple protestant de Longeville-lès-Metz est un édifice de culte situé rue du Général-de-Gaulle à Longeville-lès-Metz. La paroisse est membre de l'Union des Églises protestantes d'Alsace et de Lorraine. 

## Histoire
Pendant l’annexion, Metz se transforme sous l’action des autorités allemandes qui décident de faire de son urbanisme une vitrine de l’empire wilhelmien. L’éclectisme architectural se traduit par l’apparition de nombreux édifices de style néo-roman tels la poste centrale, le temple neuf ou une nouvelle gare ferroviaire ; de style néogothique tels le portail de la cathédrale et le temple de Garnison, ou encore de style néo-Renaissance tel le palais du Gouverneur.
Le projet est confié à l'architecte messin Franz Josef Hermüller (1866–1950). L’édifice est inauguré le 17 septembre 1908,. Le temple servait à la fois pour les militaires et les civils. Cette paroisse faisait partie du consistoire réformé et accueillait beaucoup de luthériens venus des différentes régions de l’empire allemand. Aujourd’hui, l’édifice est toujours utilisé pour le culte réformé.

## Architecture
D’allure massive, il est d’une grande sobriété architecturale. Sa façade, en moellons sous enduit, n’est rythmée que par quelques petites baies en plein cintre. Sa tour, excentrée et rejetée à gauche de l’entrée, anime l’ensemble. Le temple est construit selon les principes liturgiques développés par le théologien strasbourgeois Frédéric Spitta. À l'intérieur, la charpente de bois est visible. La tribune est placée au dos de la façade. L’organisation de la tribune et des bancs permettait de séparer les publics, militaires ou civils. Le chœur est délimité par un arc triomphale en plein-cintre. La chaire en pierre, la table et le parapet de la tribune des orgues, ont été offerts, en 1908, par le maire de la commune, Karl Gerlach.